# Crombismite
La crombismite è un minerale.